# ジャンカルロ・カモレーゼ
ジャンカルロ・カモレーゼ（Giancarlo Camolese,1961年2月25日- ）は、イタリア・トリノ出身の元サッカー選手、サッカー指導者。現役時代のポジションはMF。

## 来歴
トリノFCのユースチーム監督として指導者として経験を積み、2000-2001シーズン途中よりファーストチームの監督に任命、セリエA昇格を勝ち取るも成績不振で2002年10月に解任される。2003-2004シーズン途中にフランコ・コロンバの後任としてレッジーナ監督に就任し、残留に成功したが契約更新はされなかった。この時は中村俊輔が所属しており、フランチェスコ・コッツァとの起用問題に悩まされ、中村の手術なども重なりコッツァの起用が多かった。
2005-2006シーズンにはセリエBのヴィチェンツァ監督に就任したが昇格を達成できないまま翌シーズンに解任。2007年10月にはフェルナンド・オルシ解任後のリヴォルノ監督に任命され、フランチェスコ・タヴァーノらの活躍で一時はチームを再建。しかし、タヴァーノが不調に陥ると立て直す事が出来ないまま解任された(オルシが監督再任)。
2009年3月、低迷するトリノのウルバーノ・カイロ会長よりシーズン3人目の監督として招聘された。しかし最終節(38節)ASローマ戦に敗北し、セリエB降格が決定した。37節のジェノア戦において、ディエゴ・ミリートに決勝ゴールを許して降格圏にチームが落ちた際、DFプラターリ、オグボンナ、ピサーノ、MFアバーテ、ジェマイリ、ディアーナ、FWビアンキら7選手がジェノア選手との乱闘事件を起こして出場停止処分を受けたため、ベストメンバーを組む事が出来なかった事が致命傷となった。

## 所属クラブ
- トリノFC 1978 - 1979
- Biellese 1979 - 1980
- レッジーナ 1980 - 1982
- USアレッサンドリア 1982 - 1986
- ラツィオ 1986 - 1988
- パドヴァ 1988 - 1990
- ヴィチェンツァ 1990 - 1991
- ターラント 1991 - 1992

## 指導歴
- トリノFC 2001 - 2002
- レッジーナ 2003 - 2004
- ヴィチェンツァ 2005 - 2006
- リヴォルノ 2007 - 2008
- トリノFC 2009.3-6
- FCプロ・ヴェルチェッリ 2012 - 2013
- FCキアッソ 2015-2016